# Tisíc origami jeřábů

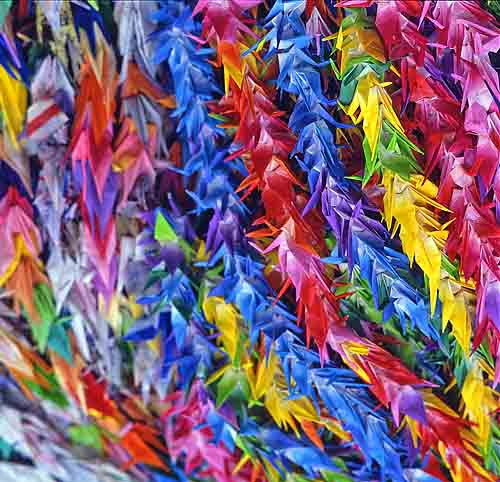
Tisíc origami jeřábů

Tisíc origami jeřábů (jap. 千羽鶴, senbazuru) je uskupení tisíce papírových origami jeřábů (jap. 折鶴, orizuru), držících pohromadě pomocí šňůrek. Starověká japonská legenda slibuje, že kdokoli, kdo složí jeřábů tisíc, tomu bohové splní přání. Podle některých příběhů zaručí složení jeřábů nikoli splnění jednoho přání, ale věčné štěstí, dlouhý život nebo uzdravení z nemoci či úrazu. To je činí oblíbeným dárkem pro výjimečné přátele a rodinu. Jeřáb je v Japonsku jeden z mystických posvátných tvorů (další jsou například drak a želva) a říká se, že žijí tisíc let: to je důvod, proč je jeřábů vyráběno tisíc – jeden za každý rok. Podle některých příběhů musí 1000 jeřábů být dokončeno během jednoho roku a musí být vyrobeni všichni osobou, které se nakonec má splnit přání. Jeřábi, které dotyčná osoba vyrobí a dá někomu jinému, se nepočítají – všichni jeřábi musí být uchováváni jedním člověkem.

## Kulturní význam
Tisíc papírových jeřábů je tradičně dáváno otcem jako svatební dar. Přeje tak páru tisíc let štěstí a prosperity. Také může být darován dítěti pro štěstí a dlouhý život. Říká se, že pověšení v domě přináší štěstí. Některé chrámy, včetně několika v Tokiu a Hirošimě, mají věčné plameny pro světový mír. Do těchto chrámů školní skupiny nebo jednotlivci často darují jeřáby, aby se tak přidali k prosbě míru. Jeřábi jsou necháváni napospas živlům, aby se pomalu rozpustili a rozedrali, jak je přání uvolňováno. V této podobě jsou také spojeni s modlitebními vlaječkami v Indii a Tibetu.
Japonská vesmírná agentura JAXA použila složení 1000 jeřábů jako jeden z testů pro své potenciální astronauty.

### Sadako Sasaki
Tisíc origami jeřábů se stalo populárním díky příběhu Sadako Sasaki, japonské dívky, která byla pouze 2 roky stará, když byla vystavena radiaci z atomové bomby v Hirošimě během druhé světové války. U Sadako se vyvinula leukémie a ve dvanácti letech, po dlouhém čase stráveném v nemocnici, začala, inspirovaná legendou, vyrábět papírové jeřáby s cílem vyrobit jich tisíc. V beletrizované formě příběhu v knize Sadako and the Thousand Paper Cranes, složila jeřábů pouze 644, poté už byla příliš zesláblá na složení ostatních, a zemřela 25. října 1955; na její počest se její spolužáci dohodli, že pro ni zbytek jeřábů složí. Podle verze příběhu řečené její rodinou a spolužáky, Muzeum mírového památníku v Hirošimě prohlašuje, že 1000 jeřábů složila a pokračovala, přestože se její sen o uzdravení nesplnil. V parku Míru v Hirošimě je socha Sadako držící jeřába a každý rok na den Obon (den věnovaný duším zemřelých) lidé nechávají na soše jeřáby na památku zesnulých duší svých předků.

## Materiály
Sady papírů na origami jsou běžně prodávány v Japonsku, senbazuru sady obsahují 1000 (nebo více, v případě chyb) listů papíru, šňůru a korálky na konec každé šňůrky, aby jeřábi nesklouzli dolů. Obyčejně jsou jeřábi seskupeni na 25 šňůrkách po 40.
Při shromažďování tisíce jeřábů nezáleží na velikosti papírů, ale menší papíry následně přinesou menší a lehčí řetězy jeřábů. Nejoblíbenější velikost je 7,5 na 7,5 cm. Někteří lidé vystřihují vlastní čtverce z jakéhokoli dostupného materiálu, jako jsou časopisy, noviny, sešity a papír do tiskárny.
Origami papíry jsou většinou z jednolité barvy, i když jsou dostupné i tištěné vzory. Větší origami papíry (6 x 6 palců), mají často tradiční japonské nebo květinové vzory, připomínající kimono.